# Nederweert-Eind
Nederweert-Eind, ook Eind genoemd (Limburgs: D'Indj) is een kleine kern, onderdeel van de gemeente Nederweert in de Nederlandse provincie Limburg.

## Bezienswaardigheden
- Het openluchtmuseum Eynderhoof is een door vrijwilligers gerund museum, waar het leven rond het begin van de 20e eeuw wordt uitgebeeld.
- De Gerardus Majellakerk was in de jaren 50 van de 20e eeuw een klein bedevaartsoord voor deze heilige.
- Kruiskapel
- Kerkhofkapel

## Voorzieningen
In het dorp bevinden zich een café, een kerk, een boerderijwinkel, een slager, een mini-camping, en een manege.

## Natuur en landschap
Nederweert-Eind ligt op een hoogte van ongeveer 31 meter. Het wordt in het westen omsloten door de Noordervaart en het Kanaal Wessem-Nederweert. In het zuiden vindt men het natuurgebied Sarsven en De Banen en Wellensteijn. Naar het oosten toe vindt men de natuurgebieden De Zoom, Kruisvennen en, nog verder langs de Noordervaart, de Groote Moost.
Waterlopen zijn de Rietbeek, het Vlakwater, en het afwateringskanaal Visschensteert.
De landbouw vindt plaats op grootschalige ontginningen, vooral in het oosten van Nederweert-Eind.

## Nabijgelegen kernen

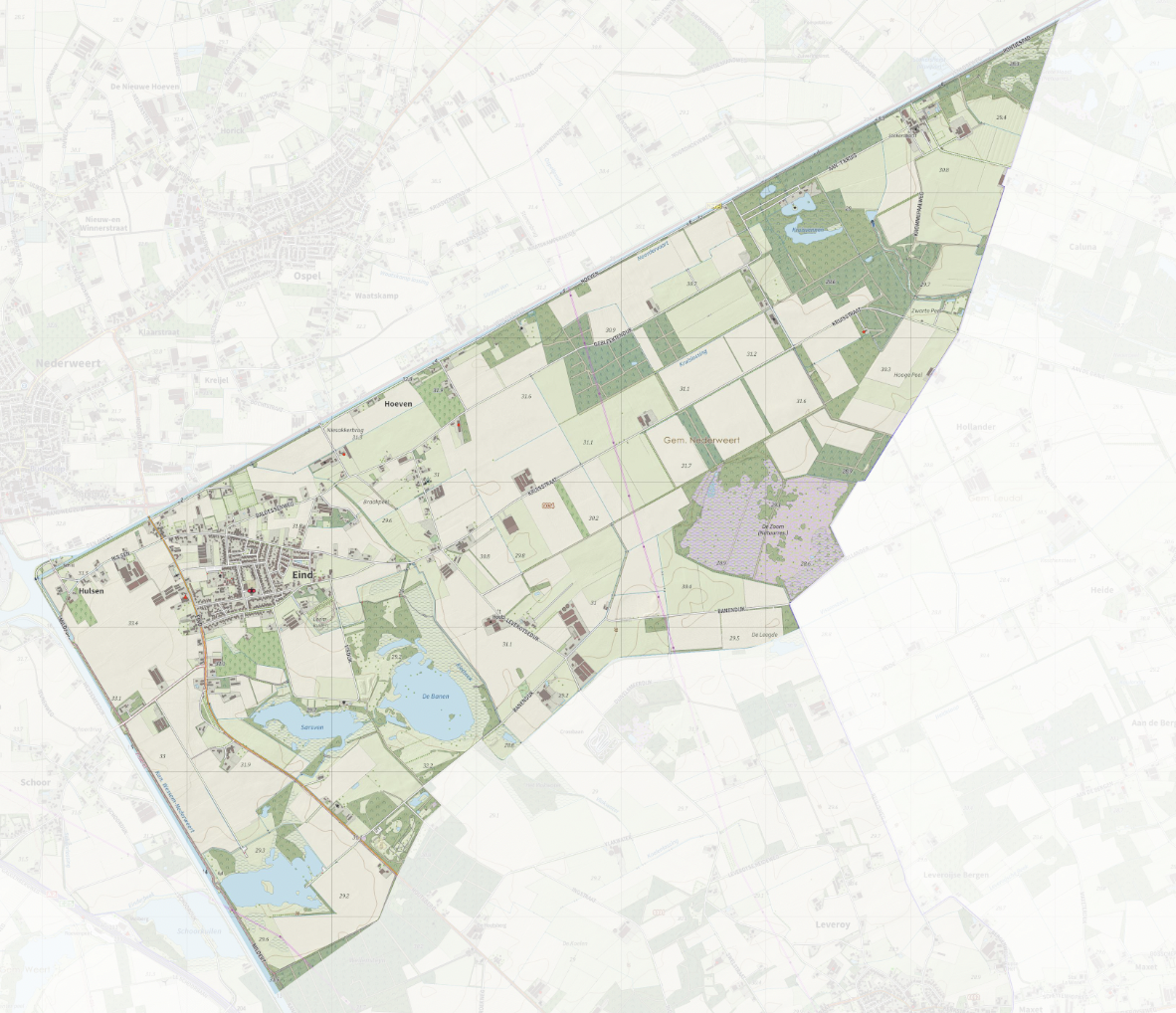
Kaart van Nederweert-Eind (2022)

Budschop, Ospel, Leveroy, Weert
|            |            | Budschop |  | Ospel   |
|            |            |          |  |         |
| Nederweert | Heythuysen |          |  |         |
|            |            |          |  |         |
|            |            |          |  | Leveroy |